# Søren W. Johansson
Søren Wulff Johansson, senare Søren Linnemand Johansson, född 26 augusti 1971 i Hals, Nordjylland, Danmark, död 9 augusti 2020, var en dansk friidrottare (tiokampare). Han var den första danska idrottare som blivit avstängd på livstid på grund av en dopingdom. 
Søren W. Johansson testades första gången positivt för dopning 1989 och dömdes till två års karantän för användning av anabola steroider. 1995 testades han positivt för dopning andra gången, även denna gång för användning av anabola steroider och avstängdes då på livstid. 
Søren W. Johansson var medlem i friidrottklubbarna Aalborg AK till 1989, Trongården 1991-1992, Sparta Atletik 1993 och Københavns Idræts Forening 1994-1995. 
Søren W. Johansson vann två danska mästerskap och två juniormästerskap. Han hade ett personbästa i tiokamp på 7154 poäng.